# Martin Gerner
Martin Gerner, född 16 oktober 1873 i Glostorps socken, död 15 mars 1961 i Ystad, var en svensk apotekare.
Martin Gerner var son till lantbrukaren Per Göransson. Han antogs till apotekselev 1890, avlade farmacie studiosusexamen 1894 och apotekarexamen 1899. Gerner tjänstgjorde därefter vid apoteket i Trelleborg, som han arrenderade 1907–1924. Sistnämnda år erhöll han privilegium på apoteket Nordstjärnan i Göteborg, och 1930–1940 innehade han apoteket Ugglan i Stockholm. Gerner lade ned ett omfattande arbete på administrativa och kårsociala uppgifter inom apotekaryrket och tillhörde en mängd kommittéer inom skrået. Han utgav bland annat Apotekens administration samt normer för fastställande av de obligatoriska avgifterna (1928) och publicerade ett flertal uppsatser i ekonomiska frågor i fackpressen. Gerner var ordförande i apotekens avgiftsberedning 1930–1938, ledamot av Apotekarsocietetens direktion 1933–1940 och ordförande i Sveriges apotekareförbund 1933–1938. Gerner var även kommunalpolitiskt aktiv högerman och stadsfullmäktig i Trelleborg 1907–1924 samt ordförande i byggnadsnämnden 1915–1924.